# وادي مفليو
وادي مفليو هو واد صغير في سراة بلاد بلقرن في محافظة بلقرن تسيل مياهه من شفا آل عمران وآل يزيد حتى يصب في وادي النضر في تهامة بلقرن.